# كلية الحقوق بصفاقس
كلية الحقوق بصفاقس هي إحدى الكليات التابعة لجامعة صفاقس، وقد أنشئت بمقتضى القانـون عـدد 107 لسنـة 1988 المـؤرخ فـي 18 أوت 1988 وهي تتمتع بالشخصية المدنية والاستقلال المالي.

شعار كلية الحقوق بصفاقس

## أرقام
- طبقا لإحصائيات 2007-2008 يدرس بكلية الحقوق بصفاقس 3755 طالبا من بينهم 2447 طالبة.
- يبلغ عدد أساتذتها: 134 من بينهم 63 قارون والبقية متعاقدون أو عرضيون أو أساتذة ثانوي في حالة إلحاق.

## وصلة خارجية
- موقع كلية الحقوق بصفاقس.